# 291824 Cami
291824 Cami este o planetă minoră (asteroid) din centura de asteroizi. A fost descoperită pe 25 mai 2006 la Mauna Kea Observatories⁠(d) de Paul A. Wiegert⁠(d). 
Obiectul prezintă o orbită caracterizată de o semiaxă mare de 2,4058607758638 UAi, o excentricitate de 0,043608837146553, o înclinație de 6,7288419142718 ° în raport cu ecliptica.